# آیو اسکای
ماسامی اوداته (به ژاپنی: 大館昌美، Ōdate Masami) کشتی‌گیر حرفه‌ای اهل ژاپن است. او در حال حاضر با دبلیودبلیوئی قرارداد دارد و در برند راو با نام ایو اسکای (به ژاپنی: イヨ・スカイ، Iyo Sukai) فعالیت می‌کند. از او به عنوان یکی از بهترین کشتی‌گیران حرفه‌ای زن در جهان نام برده می‌شود.
او با نام ایو شرای (به ژاپنی: 紫雷 イオ، Shirai Io) در برند آموزشی دبلیودبلیوئی، ان‌اکس‌تی، فعالیت می‌کرد و توانست یک‌بار قهرمان زنان ان‌اکس‌تی و یک‌بار قهرمان تگ تیم زنان ان‌اکس‌تی با زویی استارک شود. پیش از دبلیودبلیوئی، او در پروموشن ژاپنی استاردوم حضور داشت و دو بار قهرمان عنوان جهانی این شرکت شد. از او به عنوان یکی از «آس» های استاردوم یاد می‌شد و در طول سال‌های حضورش در ژاپن برای سه سال متوالی بین ۲۰۱۵ تا ۲۰۱۷ برنده جایزه برترین کشتی‌گیر ژاپنی از دیدگاه رسانه توکیو اسپورت شد.
او از مارس ۲۰۰۷ وارد کشتی حرفه‌ای شد و در ابتدای دوره فعالیتش، چندین سال به همراه خواهرش، میو شرای، کشتی‌گیر تگ تیم بود. در ژوئن ۲۰۱۰، او به همراه میو و کانا به صورت گروه سه نفره مشغول به فعالیت بودند تا اینکه ایو از گروه جدا شد و فعالیت انفرادی خود را در استاردوم آغاز کرد و به سرعت تبدیل به یکی از ستاره‌های برتر این پروموشن شد. او در آوریل ۲۰۱۳، عنوان جهانی استاردوم را از آن خود کرد و بعدا یک بار دیگر نیز قهرمان این کمربند شد؛ طول قهرمانی هر دو دوره او بیش از یک سال طول کشید. او از سال ۲۰۱۱ تا ۲۰۱۸ برای استاردوم کار کرد و در نهایت با دبلیودبلیوئی قرارداد امضاء کرد.
شرای با لقب «نابغه آسمان»، در مسابقات کلاسیک می یانگ در دبلیوبلیوئی حضور پیدا کرد و در فینال به تونی استورم باخت. او بعدا به برند ان‌اکس‌تی منتقل شد و در سال ۲۰۱۹ برای اولین بار در طول دوران حرفه‌ای خود، تبدیل به شخصیت منفی (هیل) شد و در ژوئن سال بعد، موفق به قهرمانی عنوان زنان ان‌اکس‌تی شد. اولین حضور او در برندهای اصلی به سامراسلم ۲۰۲۲ باز می‌گردد که با نام جدید ایو اسکای، عضو تیم دمیج کنترل به رهبری بیلی شد. در این تیم او به همراه داکوتا کای، دو بار قهرمان تگ تیم زنان دبلیودبلیوئی شد. پس از برنده شدن مسابقه مانی این د بنک، او در سامر اسلم ۲۰۲۳ قهرمان زنان دبلیودبلیوئی شد و ۸ ماه قهرمان باقی ماند و در نهایت در رسلمنیا ۴۰ به بیلی کمربندش را باخت. در مارس ۲۰۲۵، اسکای قهرمان عنوان جهانی زنان شد و هفتمین نفر در دبلیودبلیوئی شد که قهرمان گرند اسلم شده است (یعنی تمامی کمربندهای دبلیودبلیوئی برای زنان را حداقل یک بار قهرمان شده است).هم‌چنین او به نخستین کشتی‌گیر ژاپنی، چه در میان زنان و چه مردان، تبدیل شد که توانسته هم در ژاپن و هم در آمریکا، قهرمان گرند اسلم شود.